# Mario Roatta
Mario Roatta, né le 2 février 1887 à Modène et mort le 7 janvier 1968 à Rome, est un militaire italien, qui fut chef d'état-major du Regio Esercito, l'armée du royaume d'Italie et le chef du Service de renseignement militaire de l'Italie fasciste (Servizio Informazioni Militari) sous les ordres de Benito Mussolini. 
Il était sur la liste des criminels de guerre italiens dont l'Éthiopie, la Grèce et la Yougoslavie ont demandé l'extradition. 
Après-guerre, il n'a fait l'objet d'aucune condamnation pour les crimes de guerre commis sous sa direction par l'armée italienne dans les Balkans,.

## Guerre civile espagnole
Mario Roatta a combattu aux côtés des forces de Francisco Franco dans la guerre civile espagnole et fut en décembre 1936 nommé commandant en chef du Corps des troupes volontaires (Corpo Truppe Volontarie ou CTV, le corps expéditionnaire italien). Son commandant adjoint était Luigi Frusci.
Au début de 1937, Mario Roatta a conduit les forces italiennes dans la bataille de Málaga, une victoire des nationalistes. Ensuite, il joue un rôle majeur dans la planification de la bataille de Guadalajara, victoire républicaine et défaite italienne.
En 1938, Mario Roatta a été remplacé en tant que commandant en chef du CTV par Ettore Bastico et prend la direction de la Division Flechas.

## Commandant des troupes italiennes en Yougoslavie
Roatta succède début 1942 à Vittorio Ambrosio à la tête de la IIe armée italienne, avec autorité sur l'ensemble des zones d'occupation italiennes en Yougoslavie. Il est alors confronté à plusieurs insurrections simultanées, menées par les Partisans communistes à la fois en Slovénie occupée et dans l'État indépendant de Croatie, où le régime des Oustachis, après avoir lancé des massacres de grande ampleur contre la population serbe, se montre incapable de contenir les soulèvements et de gérer les territoires. Roatta publie en mars la Circulaire 3C (en italien : Circolare 3C) sur les opérations de maintien de l'ordre. Elle prévoit l'internement à titre préventif et répressif des familles et des « catégories d'individus » dans les villages, voire des villages entiers, de multiplier les arrestations d'otages civils et de considérer les populations locales comme responsables des sabotages commis dans leur région. Des camps de concentration sont ouverts dans les zones italiennes et accueillent progressivement, dans des conditions effroyables, des dizaines de milliers de personnes — suspects, otages, ou bien populations de Slovénie et de Dalmatie chassées de chez elles et déportées pour faire place à des colons italiens.
La Circulaire 3C de Roatta équivaut par son contenu à une « déclaration de guerre » à la population civile. Les instructions de Roatta sont appliquées avec un zèle particulier par le général Mario Robotti, commandant militaire de la province de Ljubljana, zone italienne de la Slovénie occupée,. En Croatie et en Bosnie-Herzégovine,  pour garder sous contrôle une partie du territoire, Roatta s'appuie sur les Tchetniks locaux qui ont conclu avec les Italiens des accords de non-agression dès l'été 1941. Il signe en juin 1942 avec le régime oustachi un accord autorisant la création d'une Milice volontaire anti-communiste, qui se confond dans les faits avec les groupes tchetniks. Il obtient en retour que ceux-ci reconnaissent le gouvernement de l'État indépendant de Croatie et mettent un terme aux violences contre les Croates. Dans les faits, cependant, les termes de l'accord ne sont pas respectés par les chefs tchetniks qui continuent à se livrer à des massacres de populations civiles : malgré les protestations du régime oustachi, Roatta continue de les utiliser comme auxiliaires.
Sous le commandement de Mario Roatta, la violence et le nettoyage ethnique contre la population civile slovène équivaut à celle allemande : exécutions sommaires, tuerie d'otages, représailles, internements dans les camps de concentration de Rab et Gonars, incendie des maisons et des villages. 
Des instructions spéciales spécifient que les ordres doivent être « effectués énergiquement et sans aucune compassion ». Mario Roatta persiste : « si nécessaire, ne pas hésiter à utiliser la cruauté. Il faut faire un nettoyage complet. Nous devons interner tous les habitants  et mettre des familles italiennes à leur place. ».
Dans une lettre envoyée à la maison, un des soldats de Roatta a écrit : « nous avons détruit tout de haut en bas sans épargner les innocents. Nous tuons des familles entières tous les soirs, les battons à mort ou on leur tire dessus ».
Selon les historiens James Walston et Carlo Spartaco Capogeco, le taux de la mortalité annuelle dans le camp de concentration de Rab (au moins 18%) était supérieur au taux moyen de mortalité dans le camp de concentration Nazi de Buchenwald (qui était de 15 %). 
Monseigneur Joze Srebnic, évêque de Veglia (île de Krk), a rapporté au Pape Pie XII que « des témoins, qui ont pris part aux sépultures, affirment sans équivoque que le nombre de morts s'élève au moins à 3 500 ».
En février 1943, il est remplacé par Mario Robotti en tant que commandant en Yougoslavie.

## Fuite de Rome
En tant que chef d'état-major de l'armée, Mario Roatta a été chargé de la défense de Rome contre les Allemands après l'armistice de Cassibile en septembre 1943 et a échappé à une tentative allemande pour le capturer à son quartier général de Monterotondo en s'envolant pour Brindisi.

## Guerre froide et rôle britannique dans la non-extradition
La Yougoslavie a demandé en vain l'extradition de Mario Roatta qui comme tous les autres criminels de guerre italiens n'ont jamais été poursuivis. Le Royaume-Uni a été accusé d'indulgence, ceci dans le but de se servir des anciens membres du gouvernement fasciste pour faire obstacle au communisme d'après guerre en Italie.
L'historienne Alessandra Kersevan et le journaliste Rory Carroll ont reproché aux médias et au peuple italien de vouloir effacer de leur mémoire collective les atrocités commises pendant la Seconde Guerre mondiale et les accusent d' « amnésie historique » , citant le pardon à Mario Roatta et l'emprisonnement des deux cinéastes italiens, qui ont décrit l'invasion italienne de la Grèce, comme des exemples de révisionnisme historique.

## Procès pour l'abandon de la défense de Rome
« Maigre, le regard pénétrant derrière les petites lunettes rondes, Roatta avait 47 ans. Extrêmement ambitieux il dira de lui :« Je n'ai jamais été un général fasciste ni antifasciste, mais seulement un général de l'Armée italienne. La couleur et la forme de gouvernement ne m'intéressaient pas » »
— Giuseppe De Lutiis, Storia dei servizi segreti in Italia, p. 12-13, Rome 1991.

« Magro, sguardo penetrante dietro i piccoli occhiali tondi, Roatta nel 1934 aveva 47 anni. Sfrenatamente ambizioso, dirà poi di sé: «  non sono mai stato un generale fascista né antifascista, ma soltanto un generale dell'esercito italiano. Il colore o la forma del governo non mi interessavano » »
— Storia dei servizi segreti in Italia, p. 12-13, Rome 1991.
Au début de 1945, Mario Roatta a été jugé pour sa collusion avec le fascisme, d'avoir abandonné la défense de Rome et pour son implication dans les meurtres de deux frères Carlo et Nello Rosselli et condamné à la réclusion à perpétuité. Néanmoins il a réussi à s'échapper de Rome avant d'être arrêté et a trouvé refuge en Espagne franquiste. La peine d'emprisonnement à vie est annulée en 1948 mais le général Roatta ne retourne en Italie qu'en 1966. Pendant son séjour en Espagne, la République fédérative socialiste de Yougoslavie a demandé qu'il soit extradé, mais Francisco Franco a toujours refusé.
Contrairement aux Japonais et aux Allemands, et comme les habitants des pays sous leur domination, les Italiens, n'ont pas été soumis à des poursuites par les tribunaux alliés.

## Décoration
- Médaille d'argent de la valeur militaire
- 1915 – 1918 (Guerre austro-italienne)
 - Médaille d'argent de la valeur militaire
- 1915 – 1918 (Guerre austro-italienne)
 - Médaille d'argent de la valeur militaire
- 1915 – 1918 (Guerre austro-italienne)